# Ropica hebridarum
Ropica hebridarum là một loài bọ cánh cứng trong họ Cerambycidae.